# Lijst van voetbalinterlands Qatar - Singapore
Deze lijst van voetbalinterlands is een overzicht van alle officiële voetbalwedstrijden tussen de nationale teams van Qatar en Singapore. De landen speelden tot op heden veertien keer tegen elkaar. De eerste ontmoeting, een vriendschappelijke wedstrijd, werd gespeeld in Singapore op 4 september 1984. Het laatste duel, eveneens een vriendschappelijke wedstrijd, vond plaats op 14 november 2019 in Doha.

## Wedstrijden
| №  | Plaats    | Datum            | Competitie                 | Wedstrijd         | Uitslag |
| -- | --------- | ---------------- | -------------------------- | ----------------- | ------- |
| 1  | Singapore | 4 september 1984 | Vriendschappelijk          | Singapore − Qatar | 0 − 1   |
| 2  | Doha      | 5 november 1984  | Vriendschappelijk          | Qatar − Singapore | 0 − 0   |
| 3  | Doha      | 7 november 1984  | Vriendschappelijk          | Qatar − Singapore | 3 − 1   |
| 4  | Singapore | 9 oktober 1988   | Vriendschappelijk          | Singapore − Qatar | 0 − 1   |
| 5  | Doha      | 16 april 1993    | WK 1994 kwalificatie       | Qatar − Singapore | 4 − 1   |
| 6  | Singapore | 30 april 1993    | WK 1994 kwalificatie       | Singapore − Qatar | 1 − 0   |
| 7  | Singapore | 2 juni 2000      | Vriendschappelijk          | Singapore − Qatar | 1 − 5   |
| 8  | Bangkok   | 14 februari 2002 | Vriendschappelijk          | Qatar − Singapore | 3 − 0   |
| 9  | Bangkok   | 16 februari 2002 | Vriendschappelijk          | Qatar − Singapore | 2 − 0   |
| 10 | Doha      | 19 november 2003 | Azië Cup 2004 kwalificatie | Qatar − Singapore | 2 − 0   |
| 11 | Singapore | 29 november 2003 | Azië Cup 2004 kwalificatie | Singapore − Qatar | 0 − 2   |
| 12 | Doha      | 28 augustus 2015 | Vriendschappelijk          | Qatar − Singapore | 4 − 0   |
| 13 | Doha      | 5 oktober 2017   | Vriendschappelijk          | Qatar − Singapore | 3 − 1   |
| 14 | Doha      | 14 november 2019 | Vriendschappelijk          | Qatar − Singapore | 2 − 0   |

## Samenvatting
| Competitie            | Totaal gespeeld | Winst Qatar | Gelijk | Winst Singapore | Doelsaldo Qatar – Singapore |
| --------------------- | --------------- | ----------- | ------ | --------------- | --------------------------- |
| WK-kwalificatie       | 2               | 1           | 0      | 1               | 4 – 2                       |
| Azië Cup-kwalificatie | 2               | 2           | 0      | 0               | 4 – 0                       |
| Vriendschappelijk     | 10              | 9           | 1      | 0               | 24 – 3                      |
| Totaal                | 14              | 12          | 1      | 1               | 32 – 5                      |

QFA · A-internationals · Bondscoaches · Statistieken · Qatarees vrouwenelftal · Qatar U21 · Qatar U20 · Qatar U19 · Qatar U18 · Qatar U17
1970 – 1979 ·
1980 – 1989 ·
1990 – 1999 ·
2000 – 2009 ·
2010 – 2019 ·
2020 − 2029
OS 1984 · 
OS 1992
1970 · 
1971 · 
1972 · 
1973 · 
1974 · 
1975 · 
1976 · 
1977 · 
1978 · 
1979 · 
1980 · 
1981 · 
1982 · 
1983 · 
1984 · 
1985 · 
1986 · 
1987 · 
1988 · 
1989 · 
1990 · 
1991 · 
1992 · 
1993 · 
1994 · 
1995 · 
1996 · 
1997 · 
1998 · 
1999 · 
2000 · 
2001 · 
2002 · 
2003 · 
2004 · 
2005 · 
2006 · 
2007 · 
2008 · 
2009 · 
2010 · 
2011 · 
2012 · 
2013 · 
2014 ·
2015 ·
2016 ·
2017 ·
2018 ·
2019 ·
2020 ·
2021 ·
2022 ·
2023 ·
2024
Afghanistan ·
Albanië ·
Algerije ·
Andorra ·
Argentinië ·
Australië ·
Azerbeidzjan ·
Bahrein ·
Bangladesh ·
België ·
Bhutan ·
Bosnië en Herzegovina ·
Brazilië .
Bulgarije ·
Burkina Faso ·
Cambodja ·
Canada ·
Chili ·
China ·
Colombia ·
Congo-Kinshasa ·
Costa Rica ·
Curaçao ·
Ecuador ·
Egypte ·
El Salvador ·
Estland ·
Filipijnen ·
Finland ·
Georgië ·
Ghana ·
Grenada ·
Griekenland ·
Guatemala ·
Haïti ·
Honduras ·
Hongarije ·
Hongkong ·
Ierland ·
IJsland ·
India ·
Indonesië ·
Irak ·
Iran ·
Ivoorkust ·
Jamaica ·
Japan ·
Jemen ·
Jordanië ·
Kazachstan ·
Kenia ·
Kirgizië ·
Koeweit ·
Kroatië ·
Laos ·
Letland ·
Libanon ·
Libië ·
Liechtenstein ·
Luxemburg ·
Malediven ·
Maleisië ·
Mali ·
Malta ·
Marokko ·
Mauritius ·
Mexico ·
Moldavië ·
Myanmar ·
Nederland ·
Nieuw-Zeeland ·
Noord-Ierland ·
Noord-Korea ·
Noord-Macedonië ·
Noorwegen ·
Oezbekistan ·
Oman ·
Pakistan ·
Palestina ·
Panama ·
Paraguay ·
Peru ·
Portugal ·
Rusland ·
Saoedi-Arabië ·
Schotland ·
Senegal ·
Servië ·
Singapore ·
Slovenië ·
Soedan ·
Sri Lanka ·
Syrië ·
Tadzjikistan ·
Thailand ·
Tsjechië ·
Tunesië ·
Turkije · 
Turkmenistan ·
Verenigde Arabische Emiraten ·
Verenigde Staten ·
Vietnam ·
Wales ·
Zimbabwe ·
Zuid-Korea ·
Zweden ·
Zwitserland
Ecuador (2022) ·
Nederland (2022)
FAS · 
Lijst van A-internationals · 
Singaporees vrouwenelftal
1960 – 1969 ·
1970 – 1979 ·
1980 – 1989 ·
1990 – 1999 ·
2000 – 2009 ·
2010 – 2019
Afghanistan ·
Argentinië ·
Australië · 
Azerbeidzjan · 
Bahrein · 
Bangladesh · 
Brunei · 
Cambodja · 
Canada · 
China · 
Denemarken · 
Fiji ·
Filipijnen · 
Finland · 
Ghana · 
Guam ·
Hongkong · 
India · 
Indonesië · 
Irak · 
Iran · 
Israël · 
Japan · 
Jemen ·
Jordanië · 
Kazachstan · 
Kirgizië · 
Koeweit · 
Laos · 
Libanon · 
Macau · 
Malediven · 
Maleisië · 
Mauritius ·
Mongolië · 
Myanmar · 
Nepal · 
Nieuw-Zeeland · 
Noord-Korea · 
Noorwegen · 
Oezbekistan · 
Oman · 
Oost-Timor · 
Pakistan · 
Palestina · 
Papoea-Nieuw-Guinea ·
Polen · 
Qatar ·
Salomonseilanden · 
Saoedi-Arabië · 
Sri Lanka · 
Syrië · 
Tadzjikistan · 
Taiwan · 
Thailand · 
Turkmenistan · 
Uruguay · 
Verenigde Arabische Emiraten · 
Vietnam · 
Zuid-Korea · 
Zuid-Vietnam · 
Zweden